# Dormagen
Dormagen is een stad en gemeente in de Duitse deelstaat Noordrijn-Westfalen, gelegen in de Rhein-Kreis Neuss. De gemeente telt 64.500 inwoners (31 december 2020) op een oppervlakte van 85,49 km². De gemeente ligt juist ten noorden van Keulen.

## Stadsindeling
Dormagen bestaat uit de volgende stadsdelen:
Aantal inwoners (kolom: Bevolking): Peildatum: 31 december 2017.:
| Stadsdeel                             | Bevolking | Situering t.o.v. Dormagen-stad    |
| ------------------------------------- | --------- | --------------------------------- |
| Delhoven                              | 4.343     | 3 km W                            |
| Delrath                               | 2.931     | 5 km N                            |
| Dormagen-Mitte (incl. Dormagen Nord)  | 10.470    |                                   |
| Gohr (incl. Broich)                   | 2.189     | 8 km W, aan de B 477              |
| Hackenbroich (incl. Hackhausen)       | 9.086     | 2 km W, tegenover de A 57         |
| Horrem                                | 9.171     | direct ten N van Dormagen-stad    |
| Nievenheim                            | 6.461     | 4 km NW                           |
| Ückerath                              | 2.553     | direct ten Z van Nievenheim       |
| Rheinfeld (incl. Piwipp)              | 5.272     | tegen de NO-kant van Dormagen aan |
| Zons (incl. Nachtigall)               | 5.491     | 4 km N                            |
| Straberg (incl. Kloster Knechtsteden) | 2.729     | 5 km W                            |
| Stürzelberg (incl. St. Peter)         | 4.466     | 6 km N, direct ten O van Delrath  |

De overgrote meerderheid van de christenen in de gemeente Dormagen is rooms-katholiek. Alle historische kerkgebouwen in de gemeente zijn ook katholiek.

## Ligging, verkeer
De gemeente Dormagen ligt in het Rijnland, op de, stroomafwaarts varend gezien, linker oever van de Rijn, dus ten westen van die rivier, ongeveer halverwege de steden Keulen en Neuss.

### Buurgemeentes
- Neuss, in het noorden
- Düsseldorf, stadsdeel Urdenbach, in het noordoosten, aan de overkant van de Rijn
- Monheim am Rhein, in het oosten,  aan de overkant van de Rijn
- Keulen, stadsdelen 611 Roggendorf/Thenhoven en 612 Worringen, in het zuidoosten
- Pulheim, in het zuiden
- Rommerskirchen, in het westen en zuidwesten
- Grevenbroich, in het westen

### Wegverkeer
De noord-zuidverbindingen zijn de Autobahn A57 Keulen - Boxmeer en de 1 à  3 km oostelijk daarvan,  parallel lopende Bundesstraße 9, die van noord naar zuid door de stadsdelen Stürzelberg, Horrem en het langgerekte Dormagen-stad loopt. Afrit 25 van de A57 leidt naar Dormagen.

### Openbaar vervoer

Lijnennetkaart S-Bahn van Keulen
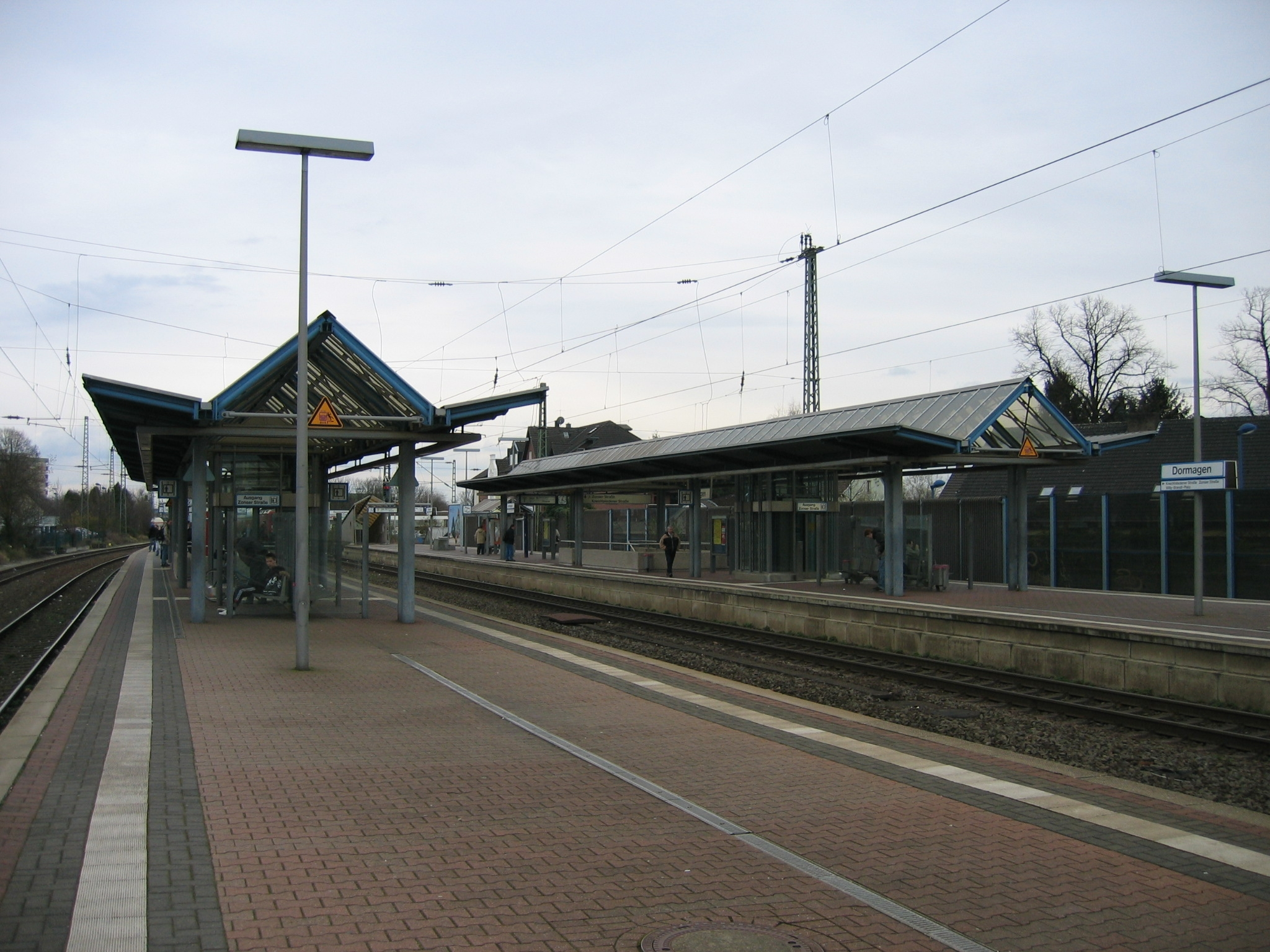
Station Dormagen
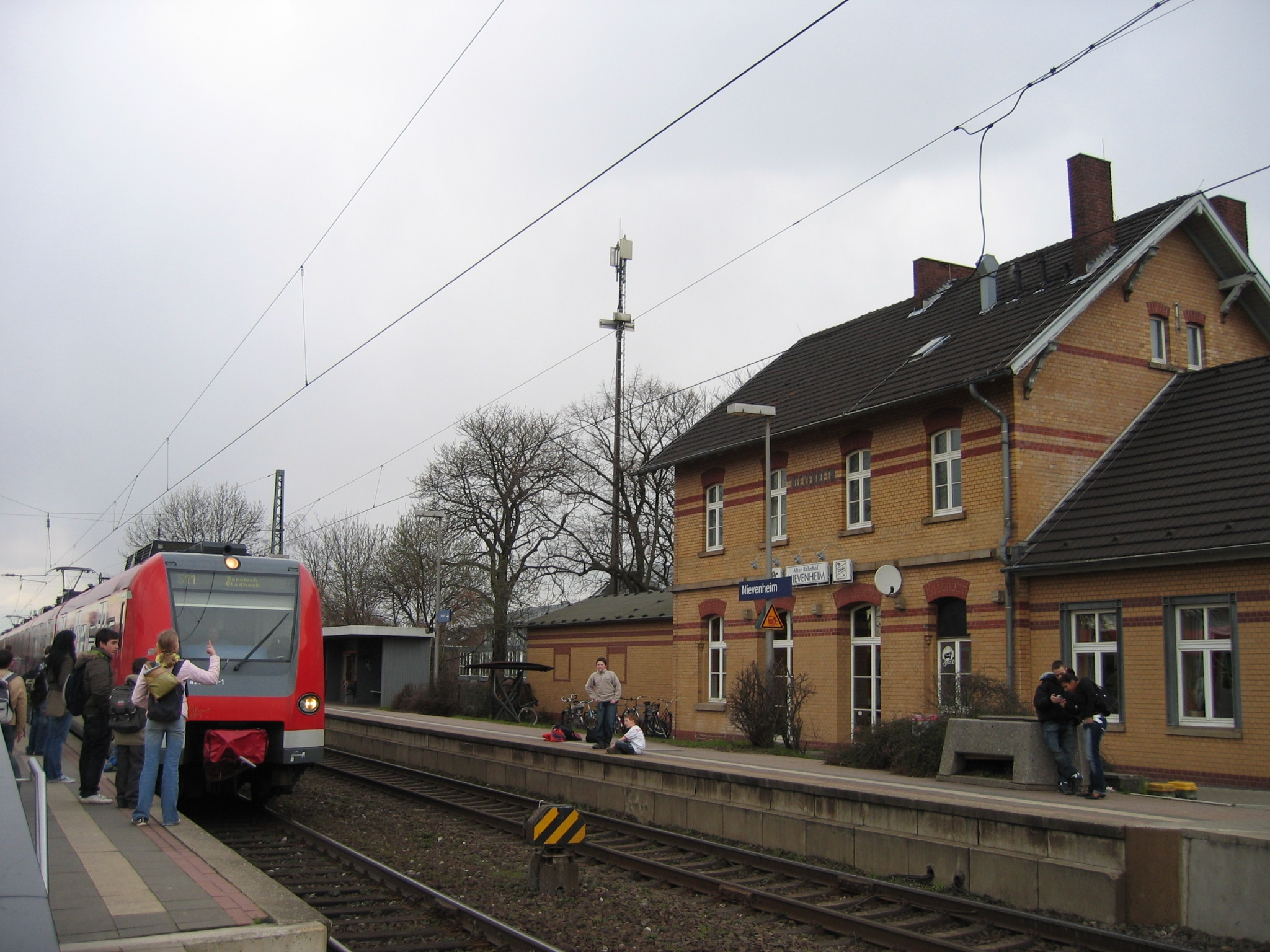
Station Nievenheim

De gemeente Dormagen heeft drie stations aan de spoorlijn Keulen - Kranenburg: van noord naar zuid zijn dit station Nievenheim, station Dormagen en station Dormagen-Chempark. Alleen lijn S 11 van de S-Bahn van Keulen doet alle drie deze stations aan. Tussen Nievenheim en Zons loopt nog een goederenspoorlijn ten gerieve van de plaatselijke industrie. Met name tussen Nievenheim en station Dormagen rijden ook frequent bussen.

### Scheepvaart
Aan de Rijn bevindt zich in stadsdeel Stürzelberg een binnenhaven met containeroverslag-faciliteiten. Meer zuidelijk heeft het Bayer-concern ter hoogte van het ChemPark een eigen binnenhaven. Veerbootverbindingen over de Rijn zijn er tussen Zons en Urdenbach (gemeente Düsseldorf), en voor de toeristen, in de weekends en op feestdagen,  het voetgangers- en fietsers-pontveer „Piwipper Böötsche“, van een recreatieterrein bij Rheinfeld naar Monheim v.v..

## Economie
Dormagen is een industriestad. Met name de chemische industrie, geconcentreerd in het aan de zuidkant van Dormagen gelegen ChemPark Dormagen, waar in totaal circa 9.000 mensen een werkkring hebben, is van belang. Onder andere de concerns Bayer (gewasbeschermingsmiddelen), Air Liquide, Lanxess en INEOS hebben er productielocaties. Een dochteronderneming van het Australische Macquarie Group, Currenta, verzorgt op het ChemPark de infrastructuur ( o.a. fabrieksspoorlijnen) en de opleiding van jonge vakmensen. Een gedeelte van dit ChemPark ligt op het grondgebied van het aangrenzende Keulen-Worringen.
Langs de Rijnoevers wordt hier en daar zand en grind gewonnen ten behoeve van o.a. de bouwnijverheid. Is zo'n groeve niet meer rendabel, dan blijft een meertje achter, dat veelal als natuurgebied of recreatieplas in gebruik komt.
De concerns Doosan Machine Tools (Zuid-Korea), Aldi en Amazon hebben binnen de gemeente een logistiek centrum.
Ten westen van de stad Dormagen en de spoorlijn, ten oosten van de A57 en ten noorden van het ChemPark ligt een bedrijventerrein met de naam TopWest. Hier is vooral lokaal en regionaal van belang zijnd midden- en kleinbedrijf gevestigd, maar ook bijvoorbeeld meubel- en doe-het-zelf-zaken en autogarages.

## Geschiedenis
Het gebied van de huidige gemeente is in de Jonge Steentijd, de IJzertijd en in de Romeinse tijd met zekerheid bewoond geweest. Talrijke archeologische vondsten, die nu in diverse museumcollecties aanwezig zijn, bewijzen dit. Een bijzondere vondst is bijvoorbeeld een Mithras-altaar uit de 3e eeuw.
De gemeente Dormagen omvat plaatsen, die in de middeleeuwen tot het graafschap en later hertogdom Gulik of Jülich behoorden, zoals Dormagen zelf, maar ook plaatsen, die tot het daarmee rivaliserende Keurvorstendom Keulen behoorden, zoals Zons, Stürzelberg en Delrath. Horrem was geruime tijd een door deze twee landen gedeelde grensplaats.
Nievenheim, dat in de vroege middeleeuwen vermoedelijk de Frankische plaats Nievering (beneven de Rijn) is geweest,  was vanaf rond 796 korte tijd hoofdplaats van een gelijknamige gouw in Ripuarië in het rijk van Karel de Grote. Later waren eerst Hülchrath (gemeente Grevenbroich) en nog later Neuss hoofdplaats van deze gouw. De gouw werd in de 9e eeuw opgedeeld door andere landheren.
Hackenbroich had vanaf rond 1330 een belangrijk, tot aan het begin van de 19e eeuw vaak tijdens regionale twisten en oorlogen van bezitter wisselend, kasteel. De ruïnes van het kort na de Tweede Wereldoorlog in verval geraakte kasteel zijn na 1953 gesloopt.
Van 1868 tot 1979 had Dormagen een suikerfabriek en van 1885 tot omstreeks 2000 een bierbrouwerij.
Dormagen zelf en een aantal van de omliggende dorpen, o.a. Horrem en Rheinfeld, groeiden na de Tweede Wereldoorlog sterk. Eerst door de inmmigratie van duizenden Heimatvertriebene uit de Pools geworden delen van het vooroorlogse Derde Rijk, vanaf circa 1970 door de bouw van woonwijken voor personeel van de sterk groeiende chemische industrie.
In 1969 en 1975 vonden gemeentelijke herindelingen plaats, die ertoe leidden, dat de gemeente Dormagen uitgebreid werd met de omliggende plaatsen (zie: Stadsindeling). Die waren tot dan toe zelfstandige gemeentes.

## Bezienswaardigheden
- Het Klooster van Knechtsteden is een voormalige premonstratenzer abdij uit de vroege 12e eeuw. Sinds 1896 bevindt het klooster zich in het bezit van de Congregatie van de Paters van de Heilige Geest. Het klooster ligt in een deels bebost recreatie- en natuurgebied ten westen van Dormagen in de buurt van het Stadtteil Delhoven.
- Het oude stadje Zons, direct aan de Rijn en direct ten noorden van  Worringen, gemeente Keulen, en dan  met name de middeleeuwse stadsomwalling ervan, is schilderachtig en bezienswaardig.
- De St.-Michaëlskerk te Dormagen is een eigenaardige combinatie van oude en moderne kerkarchitectuur. De middeleeuwse toren is bewaard gebleven; een hiernaast gebouwde neogotische kerk werd grotendeels gesloopt, maar het onderste deel van de muren bleef bewaard als kloostergang rondom een modern atrium; daar werd in 1970 een modern, opvallend, asymmetrisch kerkgebouw onder architectuur van Hans Schilling aan vastgebouwd.
- De St.-Pancratiuskerk te Nievenheim, met 16e-eeuws genadebeeld Christus Salvator Mundi (Redder der Wereld), is vanwege de aanwezigheid van dit beeld sedert 1557 een bedevaartkerk. De toren dateert grotendeels uit de 12e eeuw. De kerk zelf is in 1743 gebouwd  in plaats van een te klein geworden ouder kerkgebouw.
- De St. Catharinakerk te Hackenbroich bevat nog een sfeervol romaans priesterkoor van rond het jaar 1200. Ook de kerktoren is ongeveer zo oud. Het grootste deel van de huidige kerk is echter 19e- en 20e-eeuws.
- De  St.Odiliakerk te Gohr is, vooral sinds in 1846 een relikwie van deze heilige werd verworven, een bedevaartkerk. Het schip van de kerk is romaans en dateert van omstreeks 1200. De rest van het gebouw en ook de toren zijn in neo-romaanse stijl in 1893 aangebouwd. De verering van St.Odilia dateert zeker reeds sinds 1497.
- Tegenover het station van Dormagen staat het Phono- und Radio-Museum, waar grammofoons, platen, radio's en dergelijke uit met name de eerste helft van de 20e eeuw worden tentoongesteld.
- Het Tannenbusch (sparrenbos) van stadsdeel Delhoven omvat een 20 hectare groot wildpark met een afdeling, waar kleine kinderen de dieren mogen aaien (Streichel-Zoo), alsmede nog enige andere faciliteiten voor wandelaars en beoefenaars van buitensporten.
- Ook het bos ten westen van Nievenheim en Uckerath biedt mogelijkheden voor een wandeling.
- Tussen de dorpen Straberg en Nievenheim bevindt zich de recreatieplas Straberg-Nievenheimer See met moderne watersportfaciliteiten.
- Op diverse plaatsen langs de Rijn zijn aardige vergezichten over de rivier, die men tijdens wandel- en fietstochten kan bewonderen. Bekend is Piwipp, een recreatieterrein  met horecagelegenheid aan de Rijn bij Rheinfeld, dat als uitgangspunt voor zulke tochtjes geliefd is.

## Belangrijke personen in relatie tot de gemeente
- Oscar Gans (* 6 februari 1888 in Dormagen; † 28 mei 1983 in Limpsfield, Surrey, Engeland), vooraanstaand dermatoloog van joodse afkomst, schrijver van het belangrijkste standaardwerk op dit vakgebied in Duitsland (1957).
- Heinz Hilgers (* 24 juni 1948 in Dormagen), SPD-politicus, 15 jaar lang burgemeester van Dormagen, ereburger van de stad. Sinds 1993 is hij voorzitter van de Deutsche Kinderschutzbund ( o.a. bekend van de kindertelefoon, die in Duitsland Nummer gegen Kummer heet). Hilgers wordt beschouwd als een van de belangrijkste pioniers op het gebied van kinderbescherming in de Duitse geschiedenis, met name op het gebied van bescherming tegen huiselijk geweld en seksueel misbruik.
- Engelbert Wrobel (Dormagen, 19 november 1959), jazzmuzikant in de traditionele jazz
- Andreas Lambertz (Dormagen, 15 oktober 1984), oud-profvoetballer

## Partnergemeenten
- Saint-André-lez-Lille, Hauts-de-France,  Frankrijk, sedert 1973
- Toro in Castilië en León, Spanje, sedert 1994
- Kirjat Ono, Israël, sedert 1995.

## Afbeeldingen

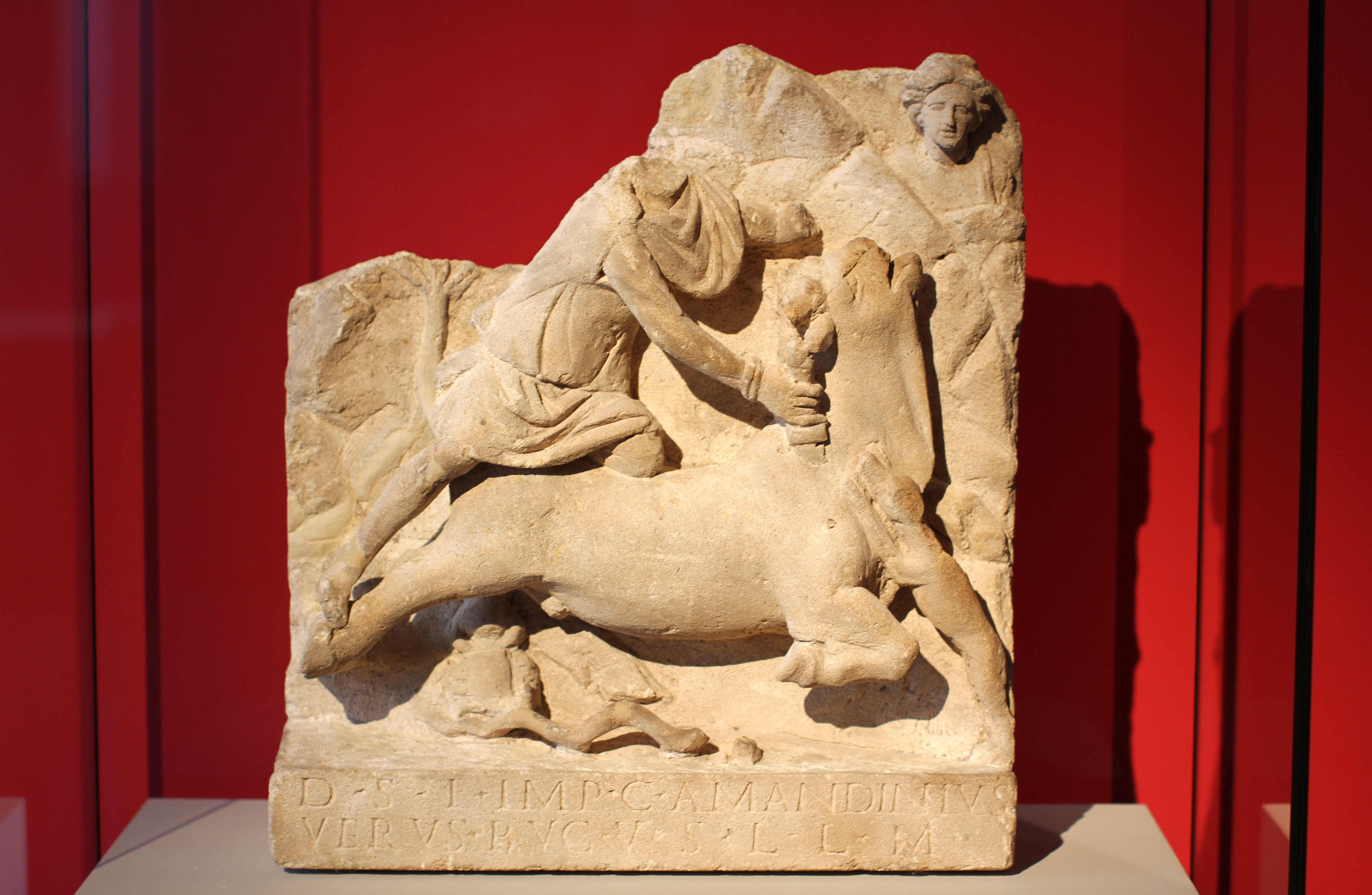
Mithras die de oer-stier doodt (ca. 200 n.C., Romeins)
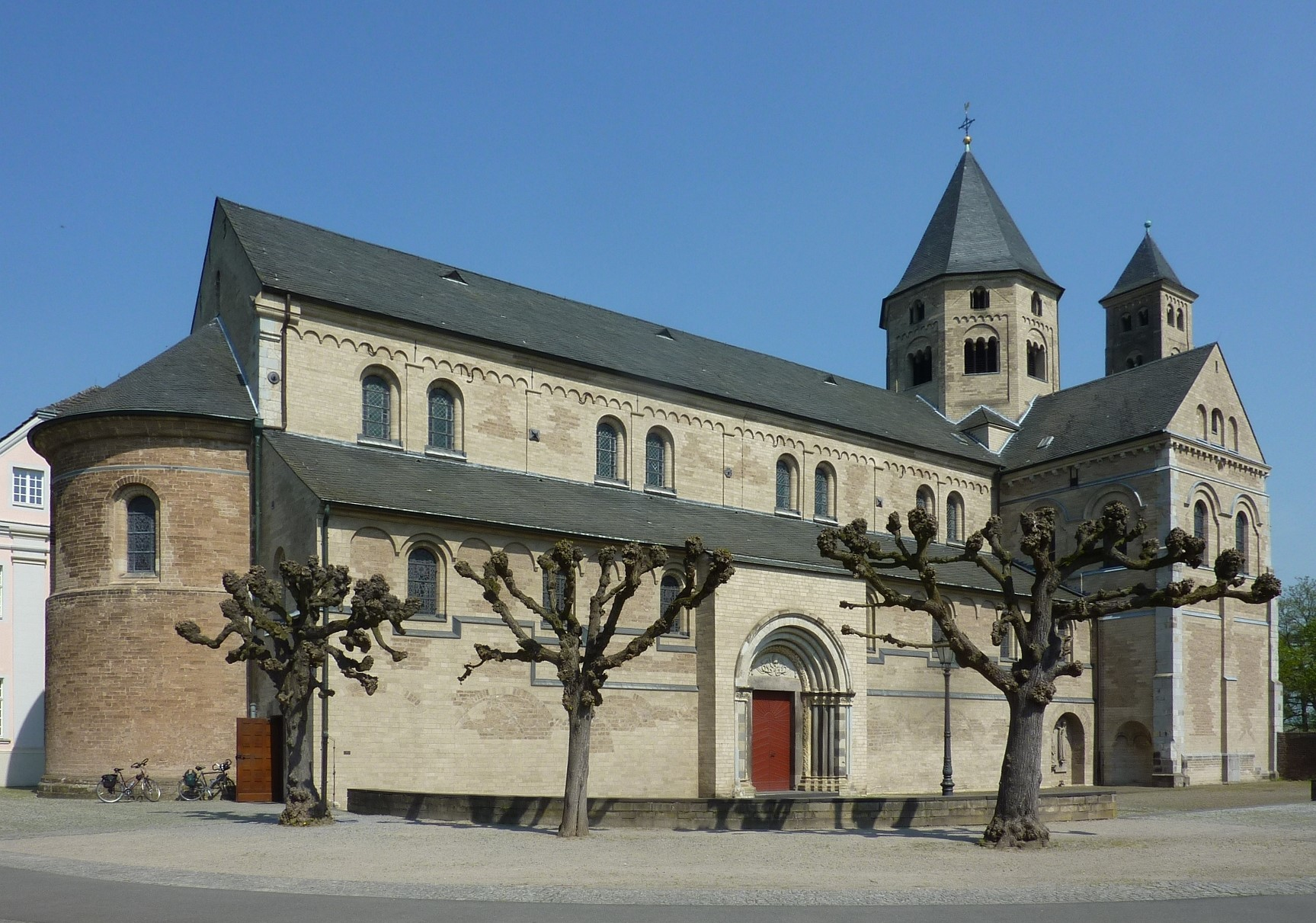
Basilica (kloosterkerk) Knechtsteden
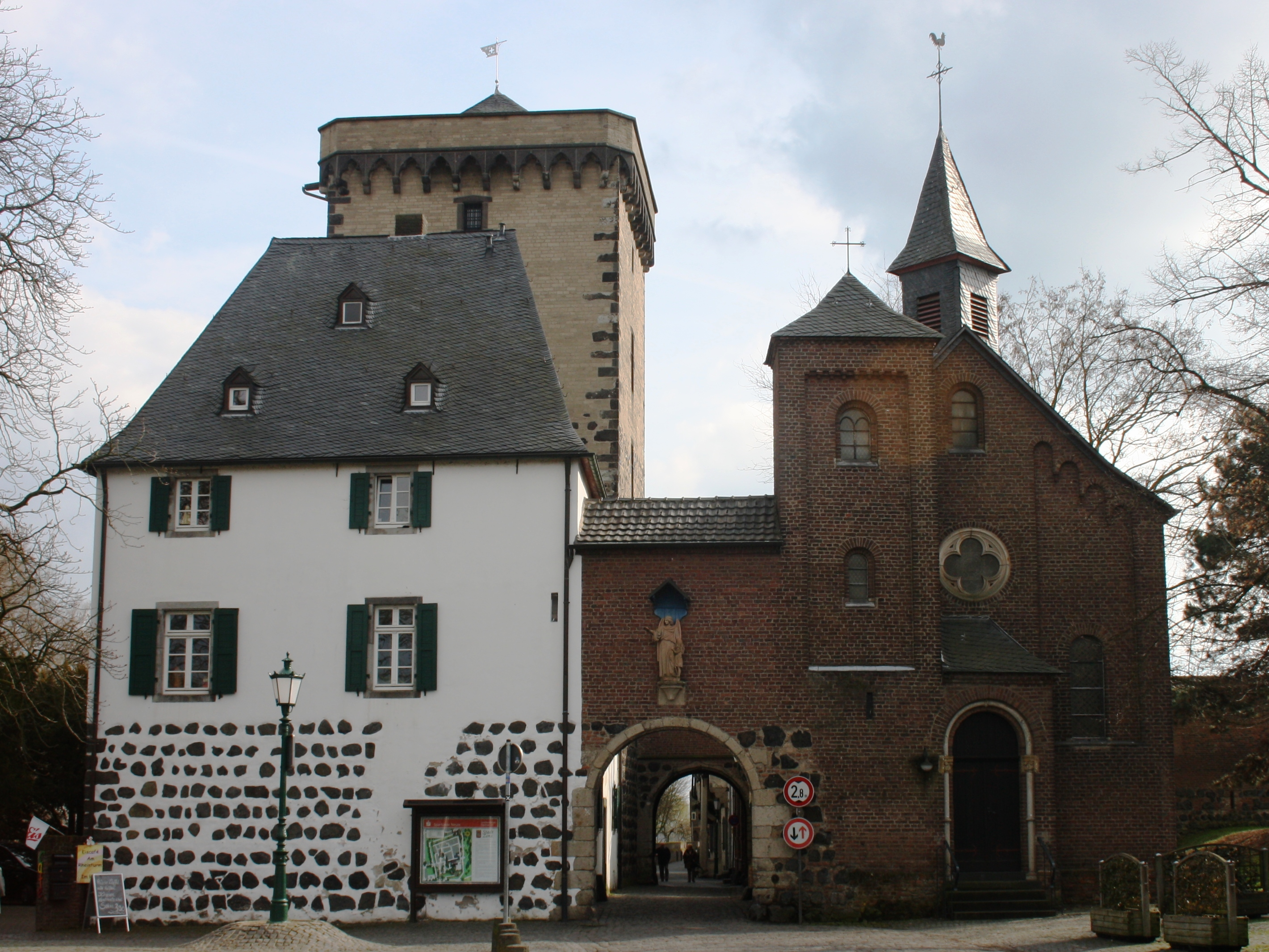
Rijnpoort en toltoren, Zons
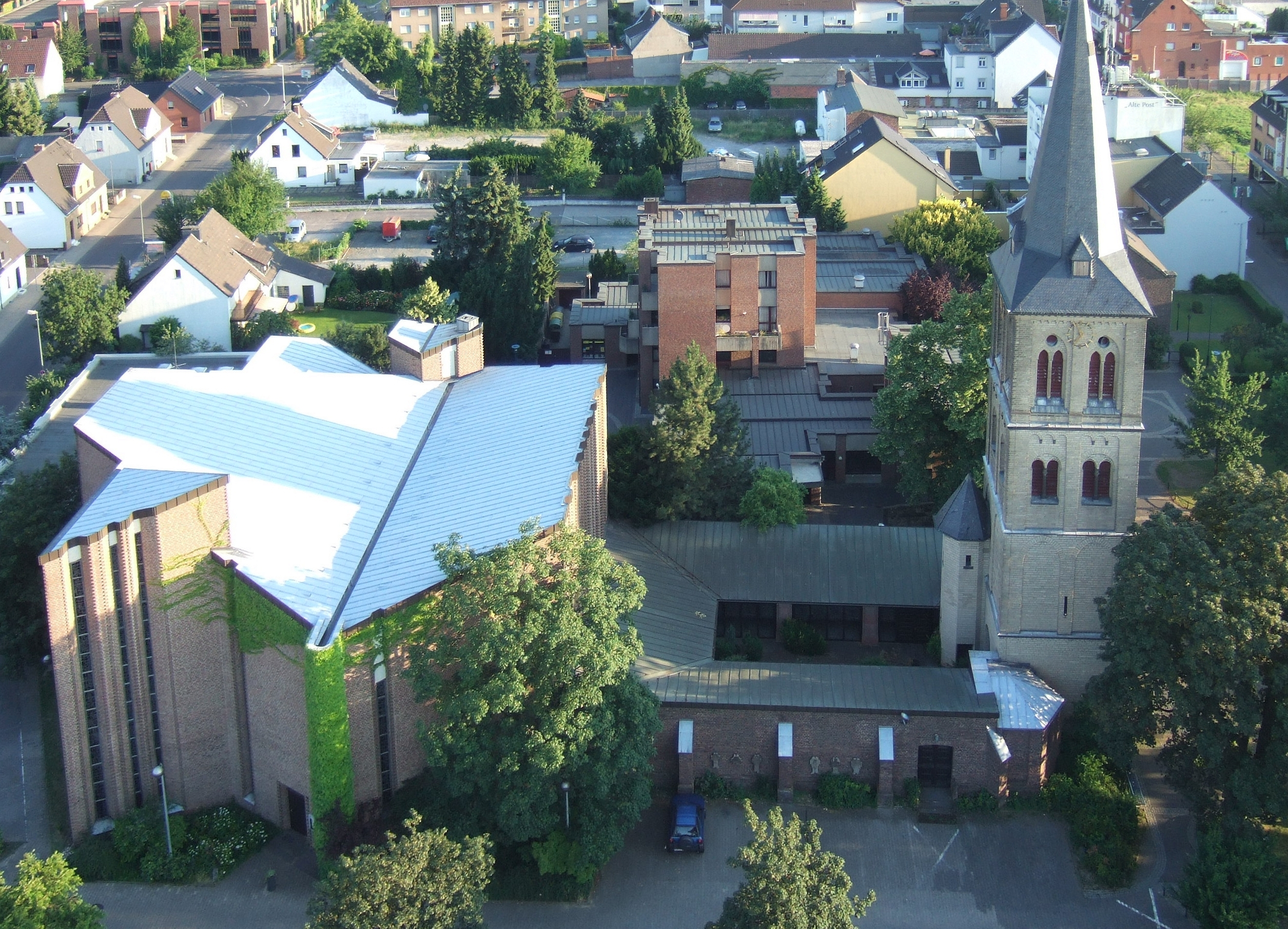
R.K. St. Michaëlskerk, Dormagen
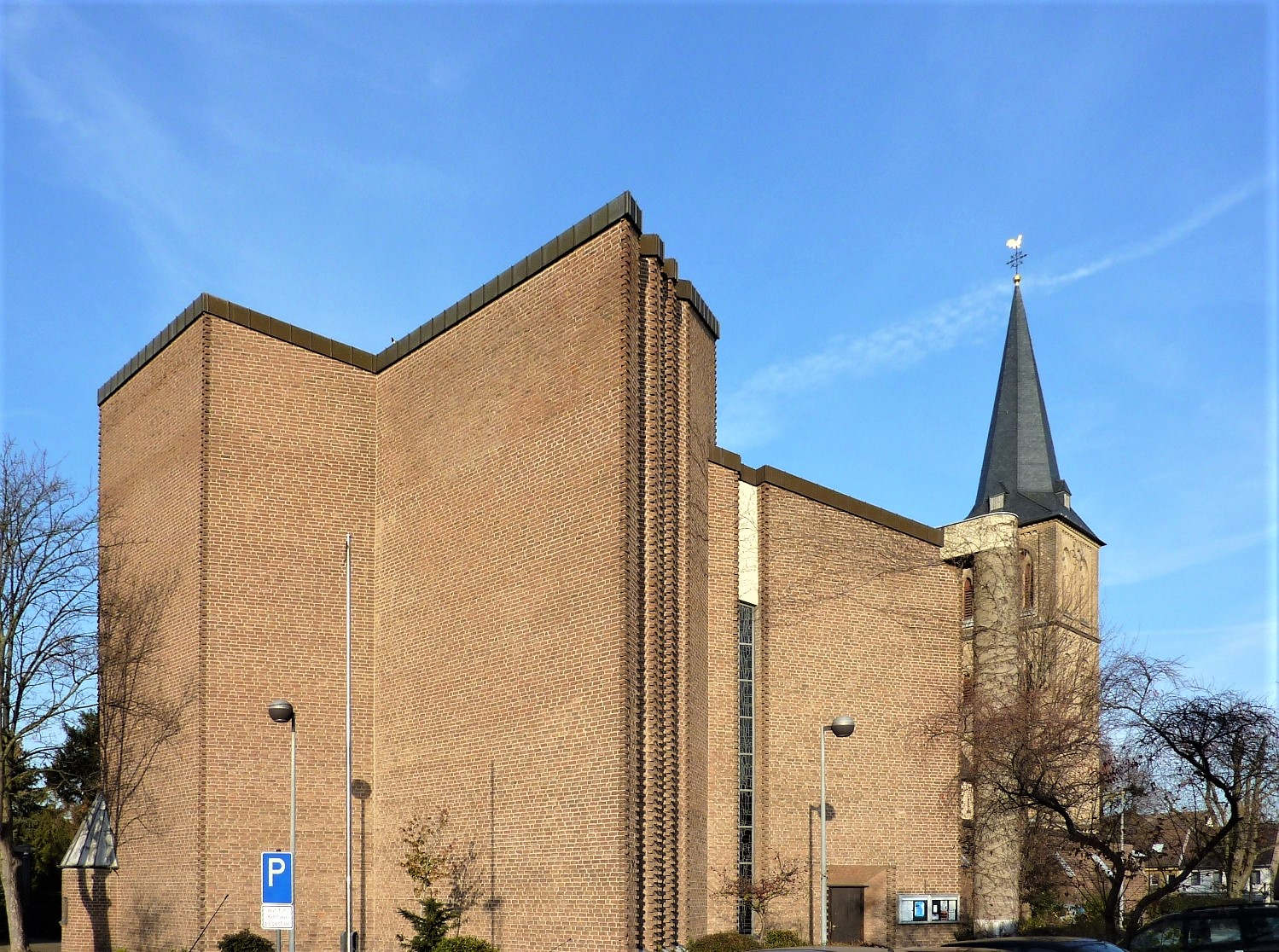
Modern gedeelte van deze kerk (Hans Schilling, 1970)
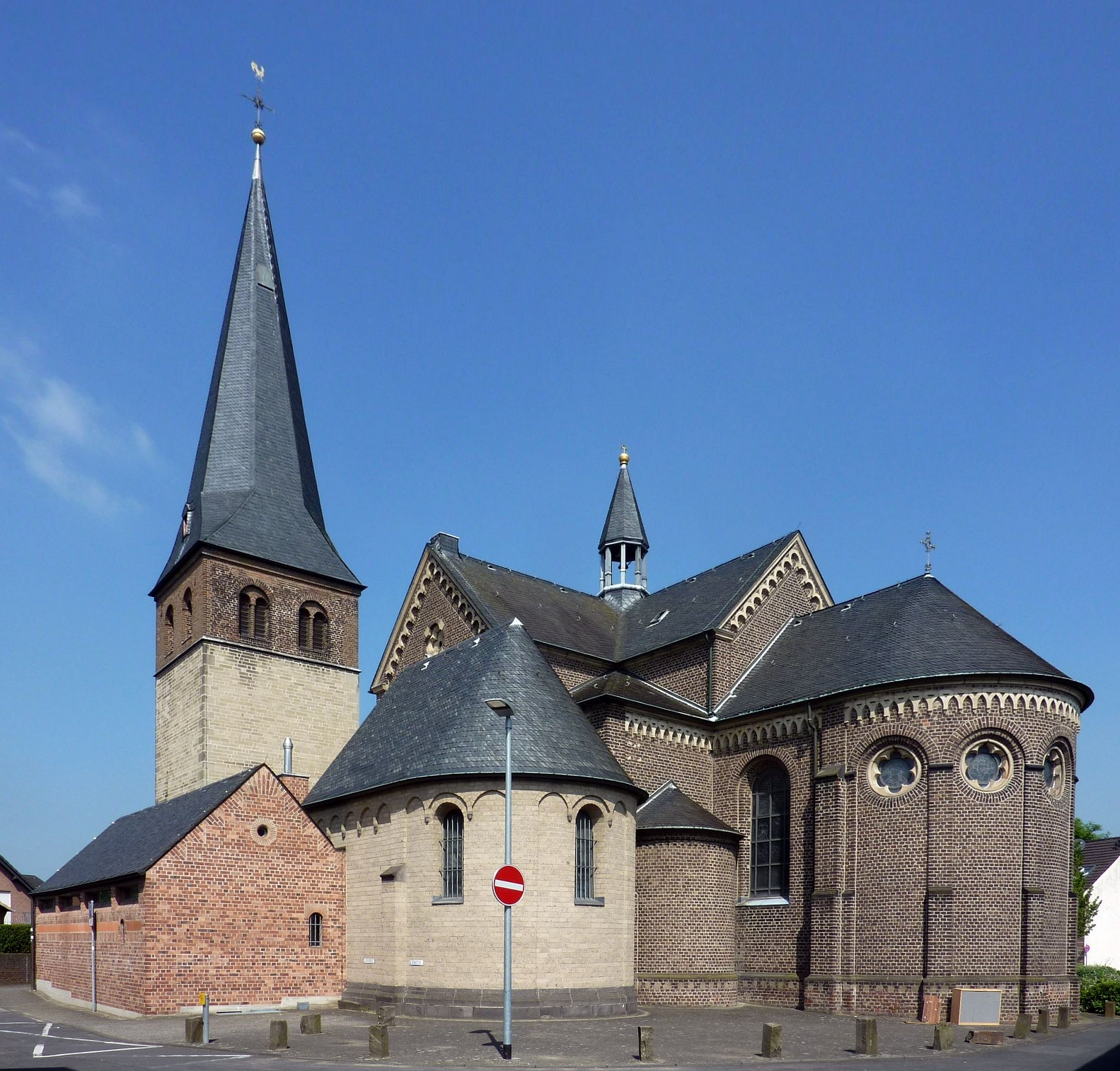
St. Catharinakerk, Hackenbroich
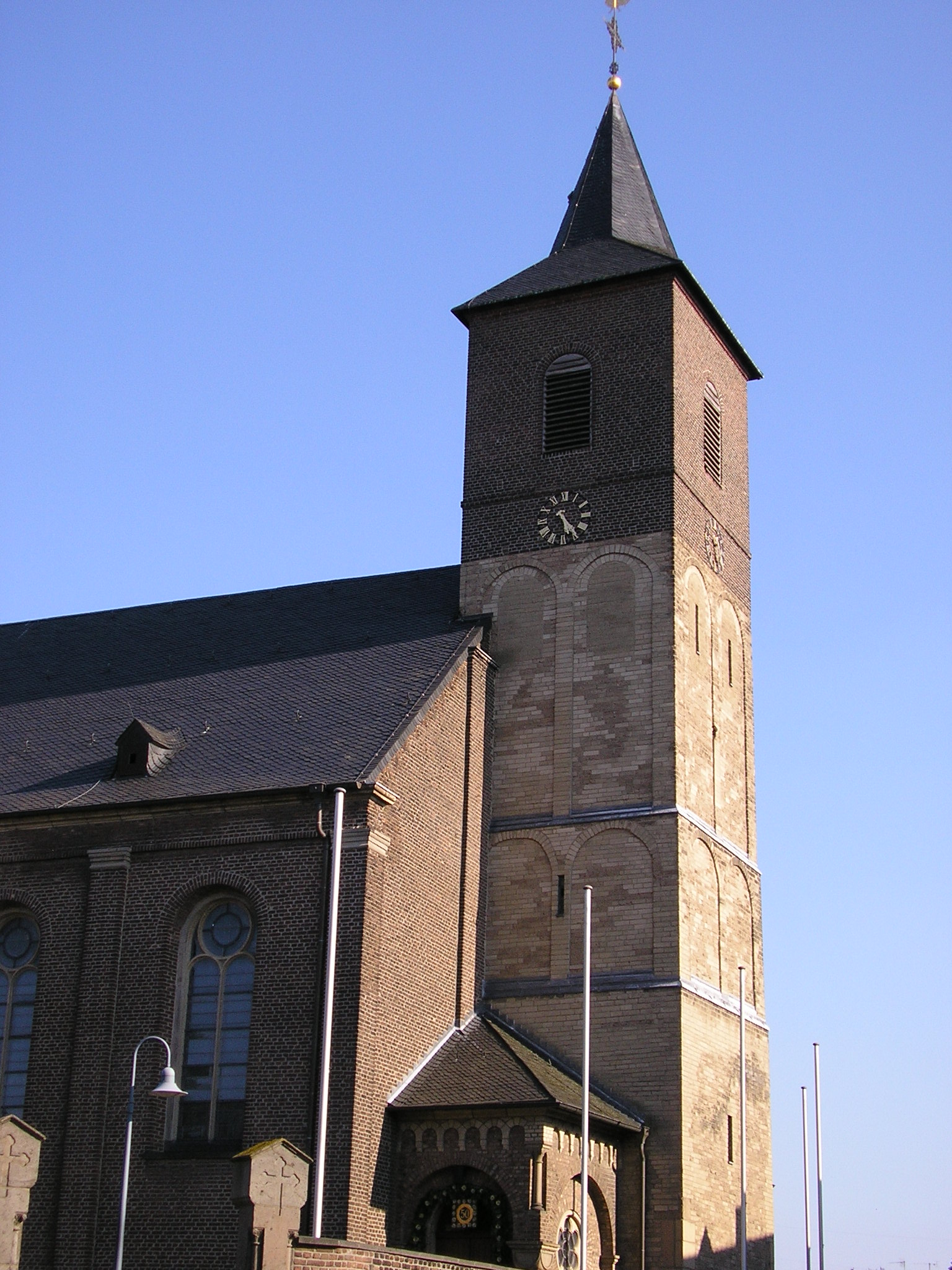
Toren St. Pancratius, Nievenheim
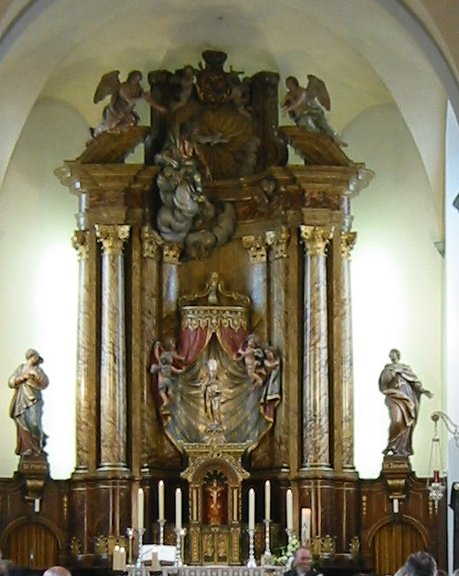
Hoogaltaar met beeld Christus Salvator Mundi in deze kerk
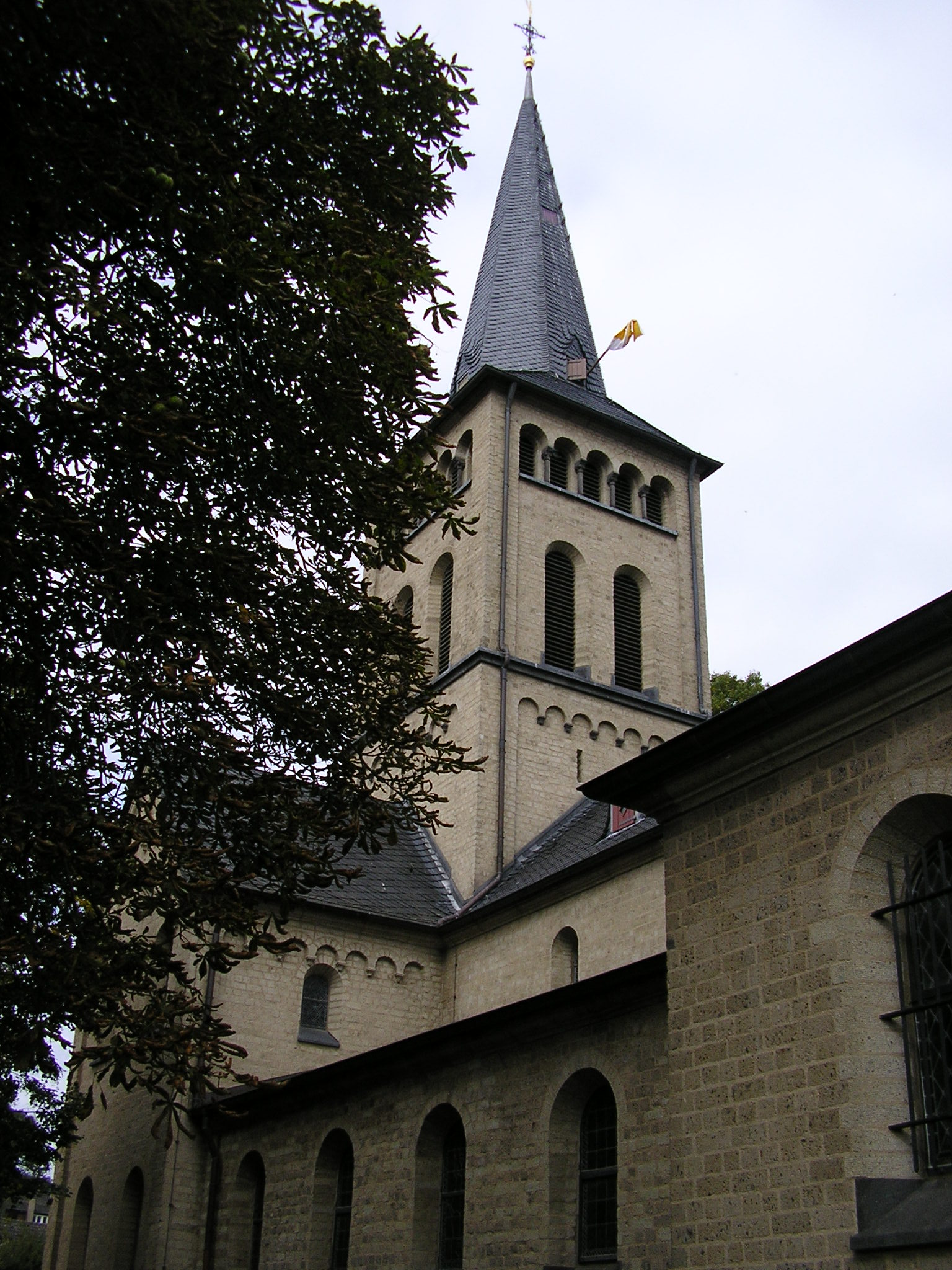
St. Odiliakerk, Gohr
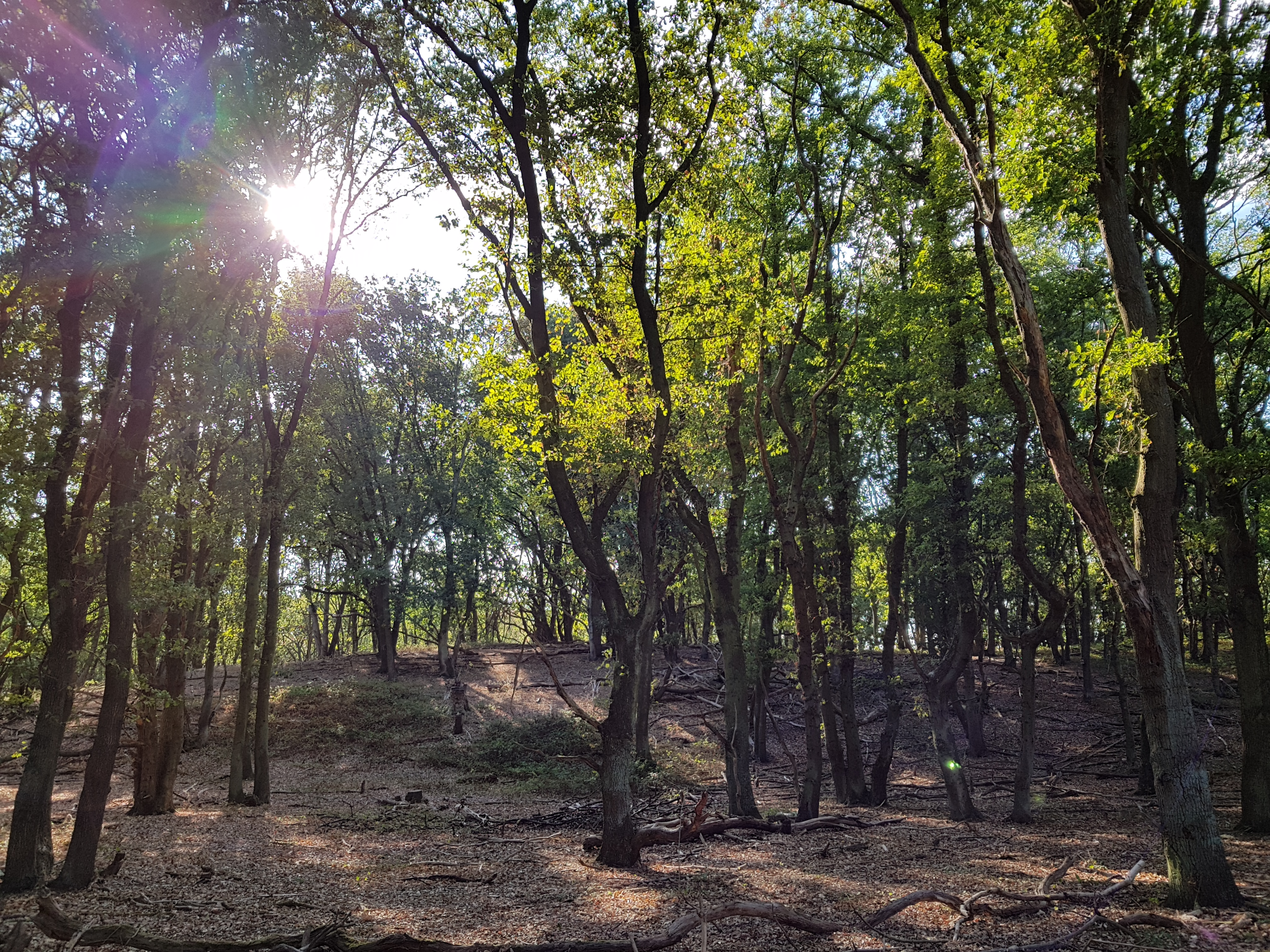
Natuurreservaat rivierduin Wahler Berg, bij Zons'
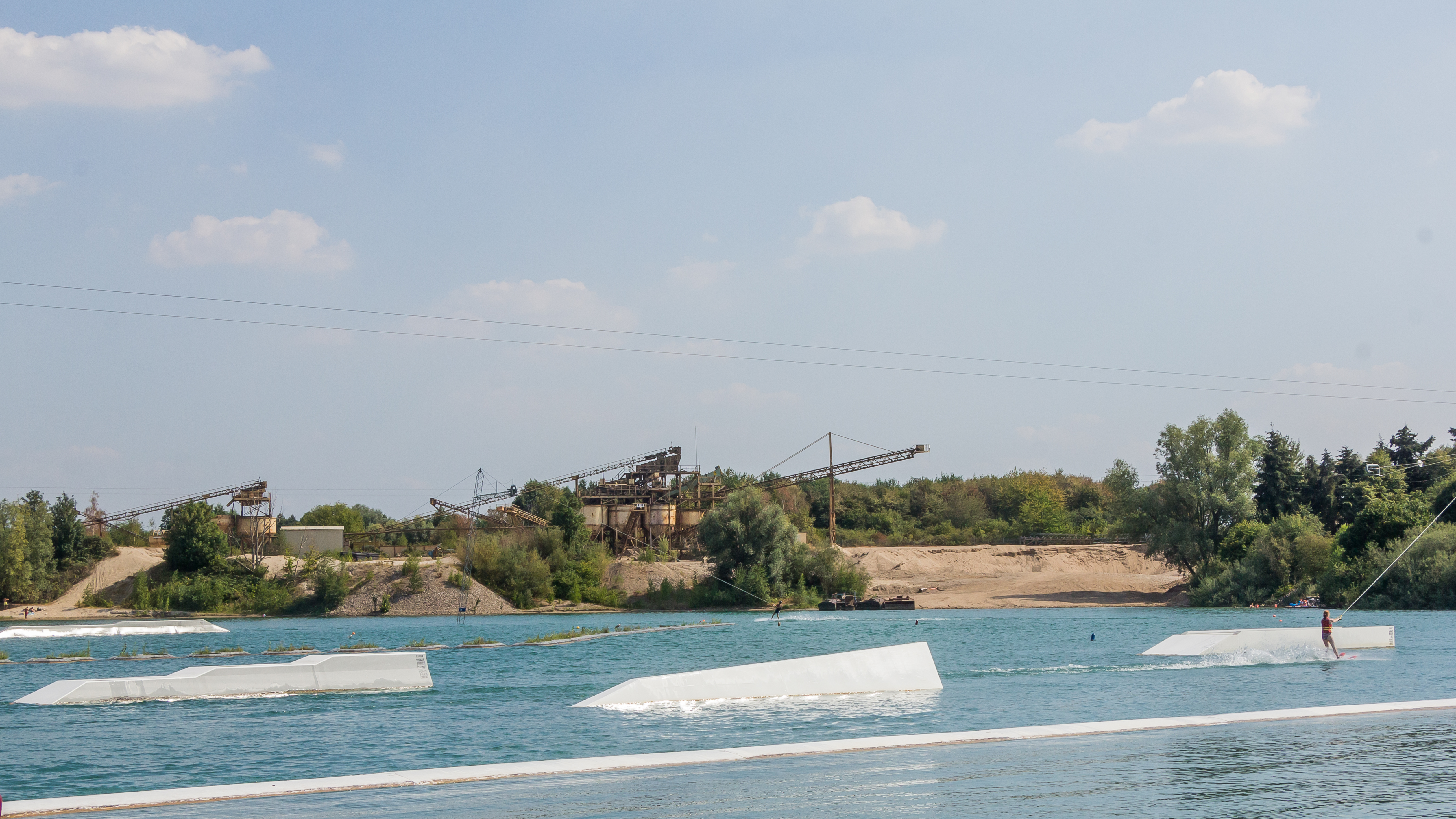
Straberg-Nievenheimer See, gelegenheid tot wakeboarden
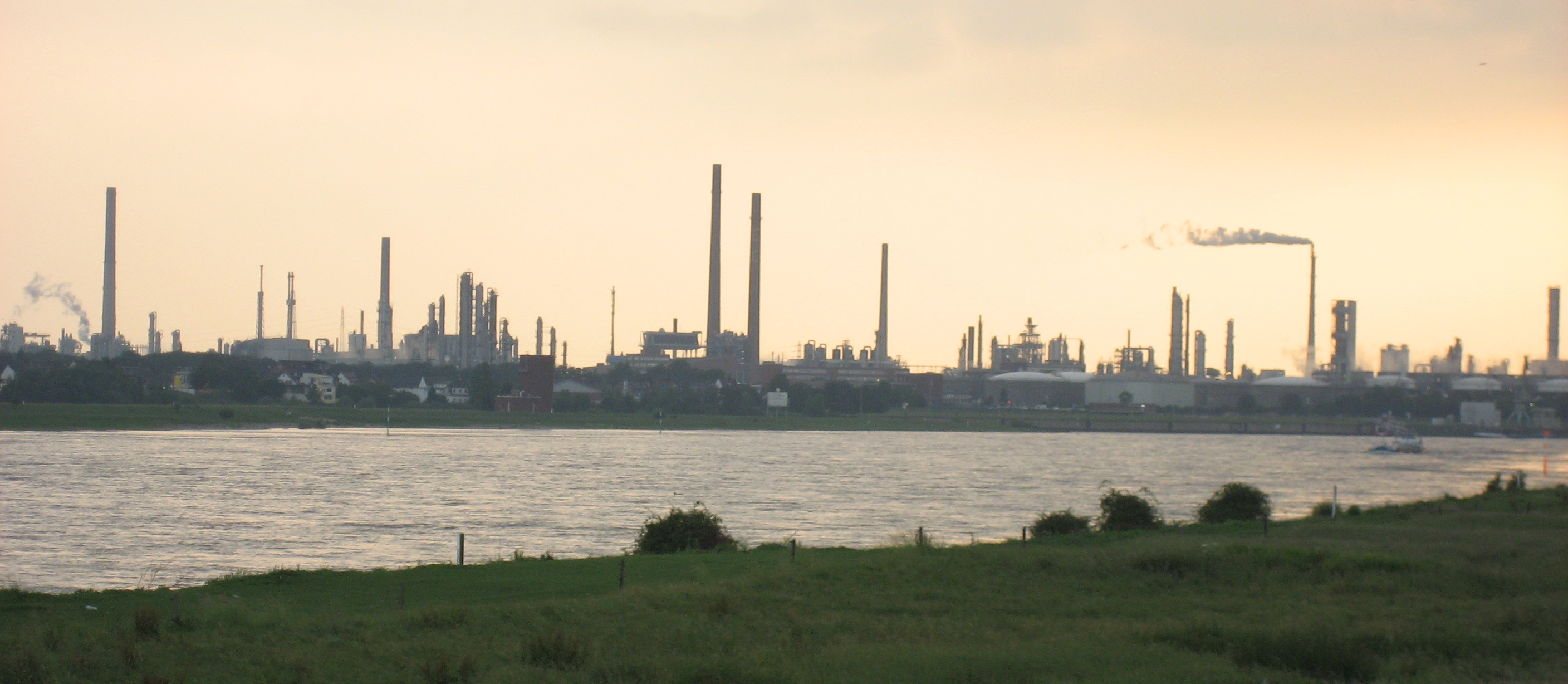
Industrie bij Dormagen

Dormagen · Grevenbroich · Jüchen · Kaarst · Korschenbroich · Meerbusch · Neuss · Rommerskirchen